# 松山村 (岡山県)
松山村（まつやまそん）は、岡山県上房郡にあった自治体である。

## 概要
現在の高梁市のうち松山および、1974年から1975年に設定された横町・段町・中原町・旭町・栄町・東町・松原通・正宗町・浜町・和田町・奥万田町・上谷町・下谷町・原田北町・原田南町に当たる。
明治維新時には松山東村・松山西村に分かれていた。

## 沿革
- 明治2年11月 - 備中松山藩が高梁藩と改称。この時に松山東村・松山西村が高梁東村・高梁西村に改称する[1]。
- 1875年（明治8年）6月28日 - 高梁東村と高梁西村が合併して高梁村となる[1]。
- 1878年（明治11年）1月15日 - 高梁村を松山村と改称する[1]。
- 1883年（明治16年）2月15日 - 連合戸長役場制度発足により、上房郡第二部戸長役場を松山村に設置し同村を管轄。同年11月、区域の改正により旧第一部（高梁城下25町を管轄）が2つに分かれたことにより、松山村の旧第二部が第三部戸長役場となる[1][4]。
- 1889年（明治22年）6月1日 - 町村制の施行により、自治体としての松山村が発足。大字は編成せず[1][4]。
- 1929年（昭和4年）5月10日 - 高梁町（初代）と合併し、新たに高梁町（2代）が発足。大字松山となる[1][2][5]。

## 行政

### 歴代村長
| 代         | 氏名         | 就任年月日                | 退任年月日                | 備考                                             |
| ---------- | ------------ | ------------------------- | ------------------------- | ------------------------------------------------ |
| 初         | 柳井重宣     | 1889年（明治22年）7月23日 | 1890年（明治23年）3月21日 |                                                  |
| 2          | 横山伝之丞   | 1890年（明治23年）4月8日  | 1892年（明治25年）4月18日 |                                                  |
| 3          | 須山平三郎   | 1892年（明治25年）5月20日 | 1894年（明治27年）3月10日 |                                                  |
| 4-8        | 荘直温       | 1894年（明治27年）4月25日 | 1914年（大正3年）3月25日  | 前・高梁町長。 1923年9月から再び同町長を務めた。 |
| 9-11       | 中島直治郎   | 1914年（大正3年）8月28日  | 1926年（大正15年）8月27日 |                                                  |
| 12         | 横山平左衛門 | 1926年（大正15年）8月28日 | 1929年（昭和4年）5月9日   |                                                  |
| 参考文献 - |              |                           |                           |                                                  |

## 交通
- 伯備線：備中高梁駅